# لي غوك جو
لي غوك جو (بالكورية: 이국주)‏ هي ممثلة كوميدية كورية جنوبية، ولدت يوم 5 يناير 1986 في سول في كوريا الجنوبية.

## روابط خارجية
- Lee Guk-joo على موقع IMDb (الإنجليزية)
- Lee Guk-joo على موقع قاعدة بيانات الفيلم (الإنجليزية)